# Привольное (Тамбовский район)
В Амурской области в Михайловском районе тоже есть село Привольное.
Приво́льное — село в Тамбовском районе Амурской области, Россия. Входит в Тамбовский сельсовет.

## География
Село Привольное расположено в 15 км к юго-востоку от районного центра села Тамбовка.
Дорога к селу Привольное идёт на юг от села Придорожное, расстояние — 10 км.
Село Придорожное стоит на автодороге областного значения Тамбовка — Завитинск (Райчихинск).
Расстояние от Привольного до Тамбовки — 20 км.

## Население
| 2002 | 2010 | 2012 | 2013 | 2014 | 2015 | 2016 |
| ---- | ---- | ---- | ---- | ---- | ---- | ---- |
| 394  | ↘369 | →369 | ↘362 | ↘352 | ↘346 | ↗357 |
| 2017 | 2018 |      |      |      |      |      |
| ↘353 | ↗356 |      |      |      |      |      |

## Инфраструктура
Сельскохозяйственные предприятия Тамбовского района.